# A Ressurreição de Cristo (Caravaggio)
A Ressurreição de Cristo é uma pintura perdida de Caravaggio, pintada por volta de 1609-1610 para decorar a Capela Fenaroli na Igreja de Sant'Anna dei Lombardi em Nápoles. A pintura foi destruída pelo desabamento da abside da igreja que a abrigava durante um terremoto em 1805.
Embora a aparência original da pintura de Caravaggio não seja conhecida, é possível que a pintura de Louis Finson (c. 1613) preservada na Igreja de Saint-Jean-de-Malte em Aix-en-Provence seja uma cópia, ou tenha seguido diretamente o original de Caravaggio. Da mesma forma, a pintura de Caracciolo, São Pedro Libertado da Prisão (1615), também parece ter sido inspirada nela. Apresenta a história bíblica da ressurreição de Cristo com virtuosismo.

Serviu de modelo para vários artistas contemporâneos, admirando a pintura de Caravaggio.
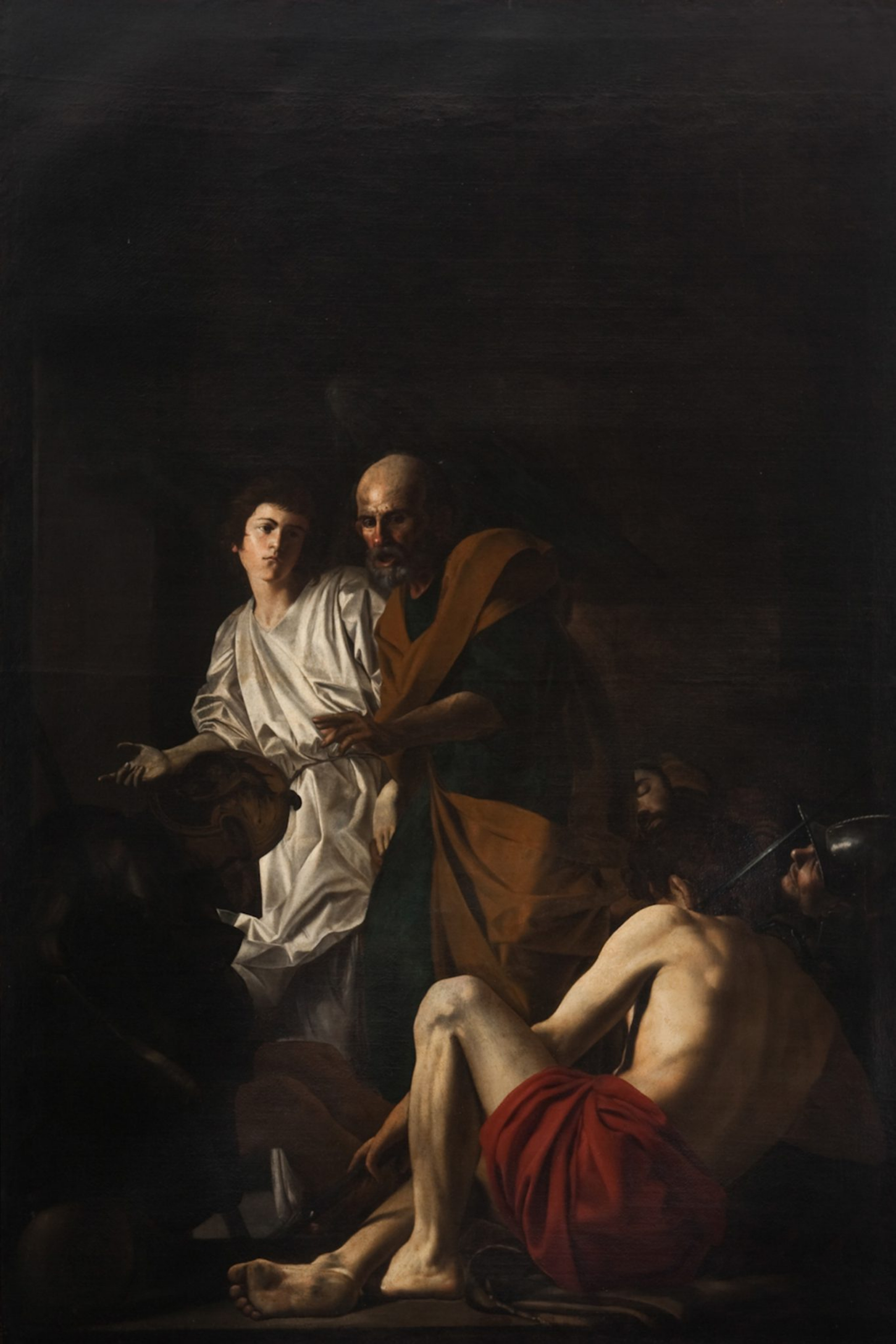
A Libertação de São Pedro de Caracciolo (1615, Pio Monte della Misericordia ) foi sem dúvida inspirada na pintura desaparecida.
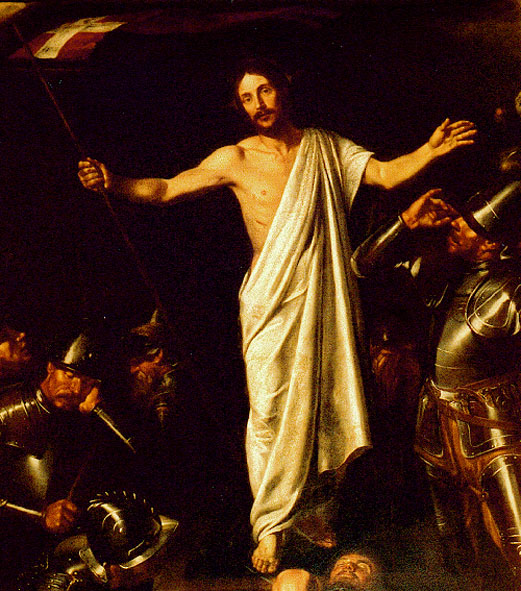
Esta pintura de Finson pode ser uma cópia confiável do original perdido de Caravaggio, Igreja de São João de Malta, Aix-en-Provence.